# 민족통일본부
민족통일본부(民族統一本部)는 대한민국 제헌국회의원 선거에서 1석의 당선자를 내던 대한민국의 정당이다.
당시 당선자는 경상북도 고령군 선거구(제21선거구)에서 당선되던 김상덕이다.